# Missulena
Missulena là một chi nhện trong họ Actinopodidae.

## Loài

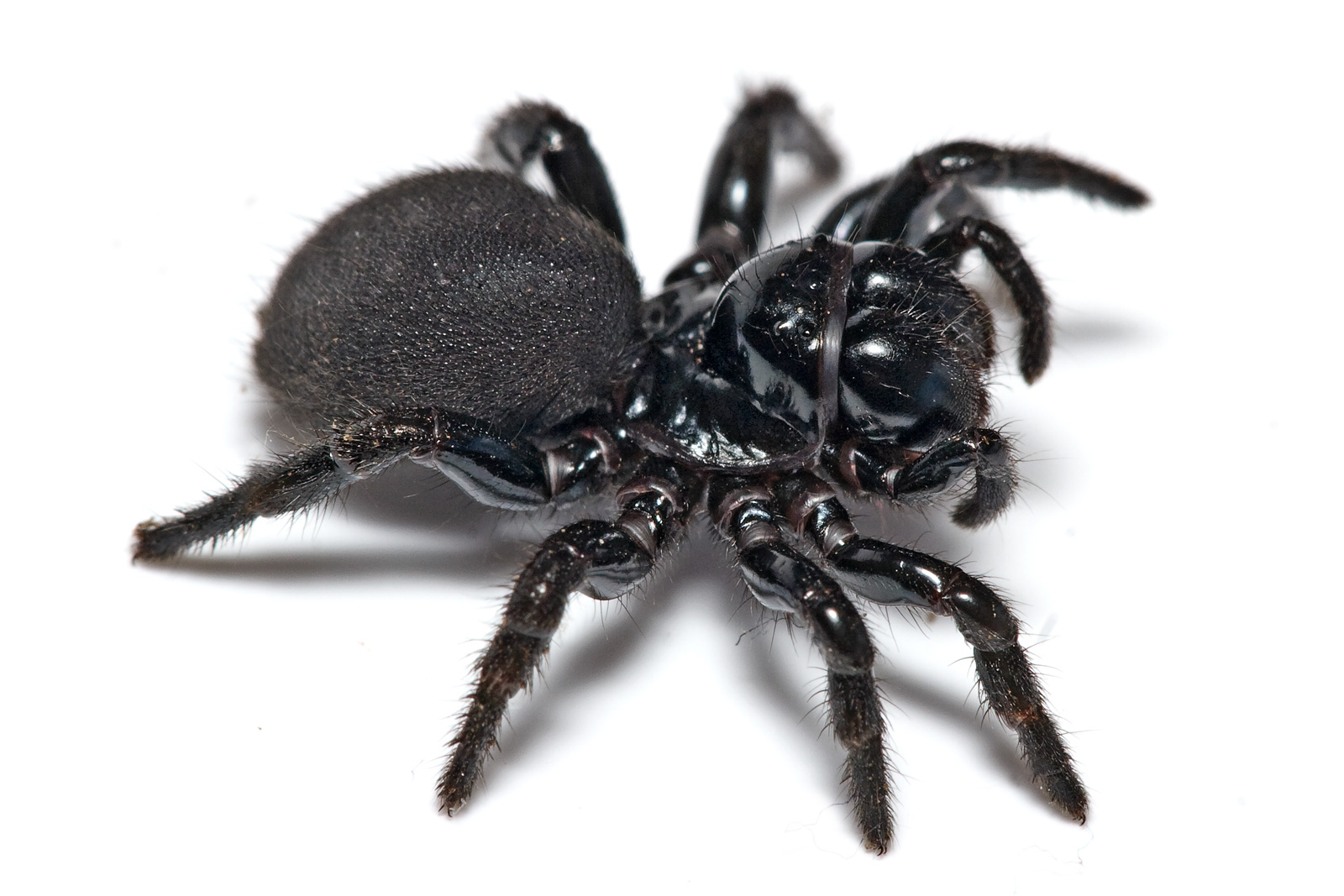
Missulena bradleyi

- Missulena bradleyi Rainbow, 1914 (New South Wales)
- Missulena dipsaca Faulder, 1995 (Australia)
- Missulena granulosa (O. P-Cambridge, 1869) (Western Australia)
- Missulena hoggi Womersley, 1943 (Western Australia)
- Missulena insignis (O. P.-Cambridge, 1877) (Australia)
- Missulena occatoria Walckenaer, 1805 (Southern Australia)
- Missulena pruinosa Levitt-Gregg, 1966 (Western Australia, Northern Territory)
- Missulena reflexa Rainbow & Pulleine, 1918 (South Australia)
- Missulena rutraspina Faulder, 1995 (Western Australia, South Australia, Victoria)
- Missulena torbayensis Main, 1996 (Western Australia)
- Missulena tussulena Goloboff, 1994 (Chile)

## Hình ảnh

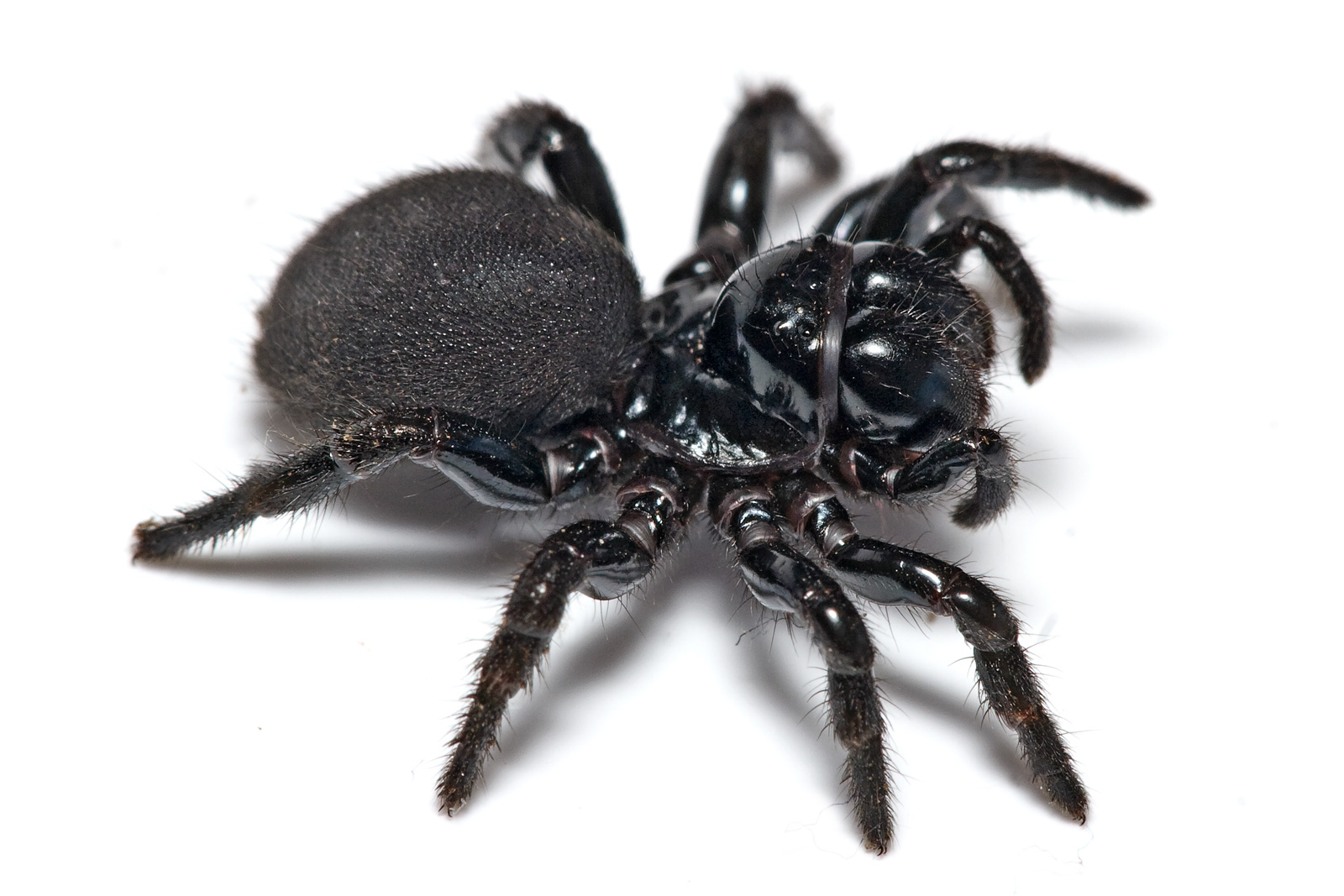
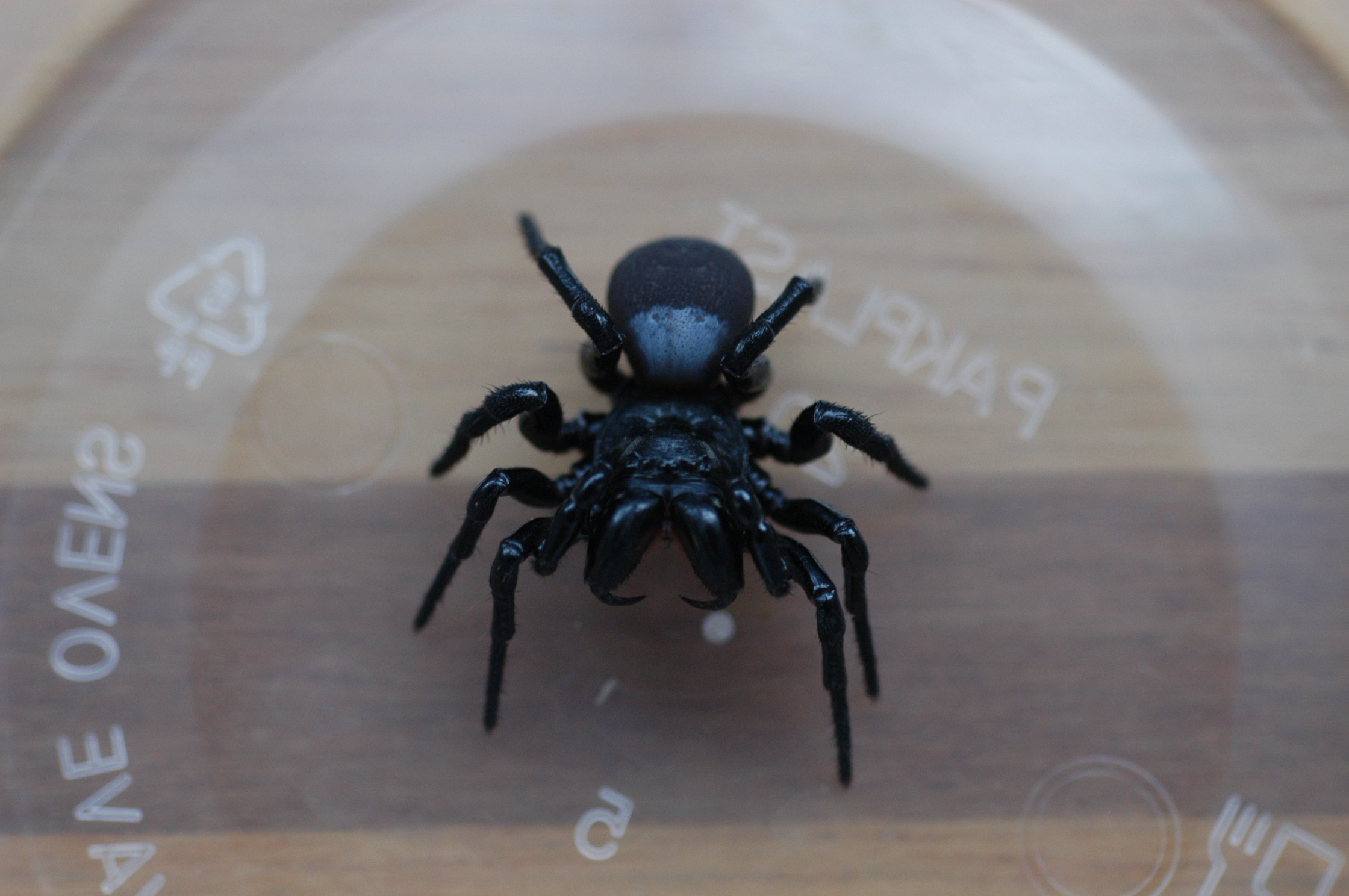